# Casablanca (Cile)
Casablanca è un comune del Cile della provincia di Valparaíso nella Regione di Valparaíso. Al censimento del 2002 possedeva una popolazione di 21.874 abitanti.
Nei dintorni sorge il santuario di Nostra Signora de Lo Vásquez.

## Società

### Evoluzione demografica
| Censimento del 1992 | Censimento del 2002 |
| 16.590 ab.          | 21.874 ab.          |